# Poortugaal

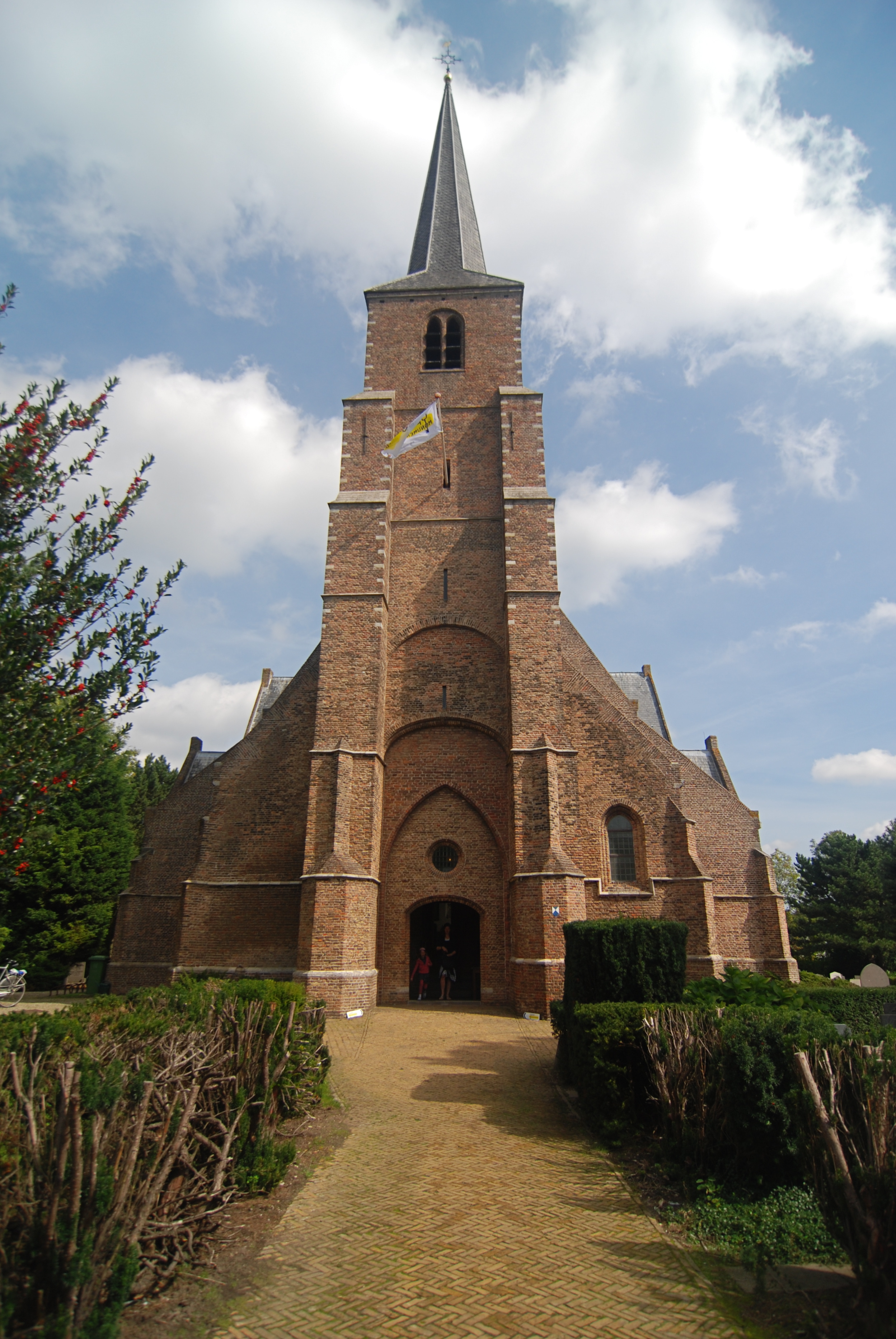
Dorpskerk

Poortugaal is een dorp in de gemeente Albrandswaard, in de Nederlandse provincie Zuid-Holland. Het dorp, ten zuidwesten van Rotterdam, is gelegen tussen de Rotterdamse havens en de Oude Maas.

## Geschiedenis
Voor sporen van de vroegste geschiedenis van Poortugaal en dus van de Zuid-Hollandse eilanden zijn historici voornamelijk aangewezen op archeologische vondsten. In de kleigronden op de eilanden kunnen tot een diepte van twintig meter sporen van menselijke bewoning gevonden worden van zo’n 10.000 jaar geleden. Destijds, aan het einde van de laatste IJstijd, was het Rijnmondgebied een plek waar de loop van de Maas en de Rijn de leefomstandigheden dicteerden. Het was een rivierdal in een waterrijk gebied, waar er echter nog geen sprake was van de eilanden zoals we die vandaag de dag kennen. In de eeuwen daarna steeg de zeespiegel door klimaatopwarming, zodat het gebied steeds meer ten prooi viel aan de zee.
In de Romeinse tijd werd het gebied rondom Poortugaal blijkens bodemvondsten intensiever bewoond en werden middels het aanbrengen van sluizen en slootjes pogingen ondernomen om ook drassige stukken land bewoonbaar te maken. Op deze wijze ontstonden er aangesloten gebieden om akkerbouw op te drijven. In Poortugaal werd een Romeins boerderijcomplex aangetroffen dat uit een groot houten woongebouw, een omheinde tuin en een graanschuur bestond. Dit rivierenlandschap van kleiafzettingen was dus vruchtbaar.
In de vroege Middeleeuwen lijkt er zich in het gebied een voortzetting van voornamelijk agrarische activiteit te hebben voorgedaan. Wederom verrees er in Poortugaal een groot landbouwbedrijf met woningen voor horigen en ontginningsboerderijtjes, die veelal vanaf opgeworpen terpen opereerden. Zo valt af te leiden dat de omgeving van Poortugaal ook deels moet hebben bestaan uit onontgonnen wildernis. Vanaf de 10e eeuw kwam hierin verandering. Een reeks overstromingen transformeerde het Rijnmondgebied, waarvan met name de Allerheiligenvloed van 1170 zeer destructief is gebleken: een groot deel van het gebied wordt overspoeld door een kolkende vloed van water en modder. Als gevolg werd het gebied rondom Poortugaal bedijkt en in de eeuwen daarna werden steeds meer dijken met elkaar verbonden, zodat met de afdamming van de Koedood in 1580 het eiland IJsselmonde een feit werd. Pieter Cornelis Vermaet was Schout en Schepen van Poortugaal.

Tot ver in de twintigste eeuw stond Poortugaal bekend als een boerendorp, waar de economische activiteit voornamelijk uit vlas-, groente- en fruitteelt bestond. Het bekende naslagwerk De Nederlandsche Stad- en Dorpbeschrijver (1798) vatte het boerenleven in Poortugaal als volgt samen: 
Het dorpje Portugaal [sic] genoemd,
Is door zijn Graan en Vlas beroemd,
't Is klein maar Luchtig, Zind'lijk tevens;
En schenkt het stil genot des levens.
Vanaf de jaren zestig verrezen op het grondgebied van Poortugaal de Rotterdamse wijken Meeuwenplaat, Zalmplaat en Boomgaardshoek. Bij de gemeentelijke herindeling van 1985 zijn deze wijken door de gemeente Rotterdam geannexeerd en is Poortugaal met het buurdorp Rhoon gefuseerd tot de gemeente Albrandswaard. Poortugaal telt ruim 10.000 inwoners. Poortugaal heeft een eigen metrostation en daarmee een snelle verbinding met het centrum van Rotterdam. Tegenwoordig werken veel inwoners in Rotterdam of het Rotterdamse havengebied.

## Bezienswaardigheden
Bezienswaardig is de laatgotische Dorpskerk uit circa 1500, met een toren die gedeeltelijk uit de 14e eeuw dateert. Andere opvallende gebouwen zijn de TBS-kliniek FPC De Kijvelanden en het Delta Psychiatrisch Centrum.

## Wijkindeling
- Poortugaal-dorp en landweg
- Deltawijk en Zuid
- Oost-Valckestijn
- West-Valckestijn
- Kasteeltuin

## Herkomst van de naam
Het valt direct op dat de naam Poortugaal op Portugal lijkt. Het wapenschild van Poortugaal heeft een duidelijke overeenkomst met het wapen van Portugal, en dat geldt nog meer voor oudere afbeeldingen van het wapen van Poortugaal. Men vermoedt daarom dat inwoners van de plaats gedurende de kruistochten kennismaakten met de Portugezen en zij het nieuw ingedijkte gebied (het gebied is tussen de 12e en 13e eeuw bedijkt) daarom naar het gebied van de Portugezen vernoemden.

Wapen van Poortugaal
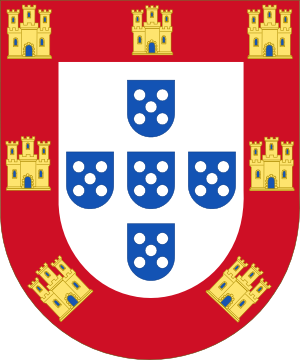
Wapen van Portugal (1481-1910)

## Geboren
- Hesterine de Reus (1961), voetbalcoach

- Kasper van der Laan (1981), stand-upcomedian, cabaretier.

## Overleden
- Chris Kalkman (1887-1950), wielrenner